# Tzojiaco
Tzojiaco är en ort i Mexiko.   Den ligger i kommunen Cuetzalan del Progreso och delstaten Puebla, i den sydöstra delen av landet, 190 km öster om huvudstaden Mexico City. Tzojiaco ligger 633 meter över havet och antalet invånare är 240.
Terrängen runt Tzojiaco är huvudsakligen kuperad, men åt nordost är den platt. Runt Tzojiaco är det ganska tätbefolkat, med 179 invånare per kvadratkilometer. Närmaste större samhälle är Ciudad de Cuetzalan, 6,0 km väster om Tzojiaco. I omgivningarna runt Tzojiaco växer i huvudsak städsegrön lövskog.